# Christoph Müller (Schauspieler)
Christoph Müller (* 1969 in Dresden) ist ein deutscher Schauspieler und Hörspielsprecher.

## Leben
Christoph Müller absolvierte zwischen 1990 und 1994 ein Schauspielstudium an der Filmuniversität Babelsberg Konrad Wolf. Bereits während seines Studiums war er von 1993 bis 1996 fest am Berliner Ensemble engagiert, wo er unter anderem in der Regie von Peter Zadek, Thomas Heise und Heiner Müller spielte. Nebenbei arbeitete er mit Stefan Bachmann, Lars-Ole Walburg, Thomas Jonigk und Ricarda Beilharz beim Theater Affekt.
1996 ging er für zwei Jahre an das von Hans Gratzer geleitete Schauspielhaus Wien, wo er 1997 den Förderungspreis der Kainz-Medaille für die Rolle des Geologen in Wladimir Sorokins Dysmorphomanie (Regie: Christian Stückl) bekam.
Schauspieldirektor Stefan Bachmann holte ihn 1998 an das Theater Basel. Bis 2006 spielte er in der Regie von Barbara Frey, Stefan Bachmann, Lars-Ole Walburg, Michael Thalheimer, Alexander Nerlich, Sebastian Nübling und Matthias Günther.
Zwischen 2006 und 2009 war Müller unter der Intendanz von Amélie Niermeyer am Düsseldorfer Schauspielhaus engagiert, arbeitete dort besonders mit den Regisseuren Stephan Rottkamp und Sebastian Baumgarten, bis ihn 2009 der neue Intendant Lars-Ole Walburg an das Schauspiel Hannover holte. In seinen zehn Jahren am Schauspiel Hannover spielte er u. a. in Inszenierungen von Thorleifur Örn Arnarsson, Mina Salehpour, Claudia Bauer, Thomas Dannemann, Anna Bergmann, Malte C. Lachmann, Tom Kühnel und erneut bei Lars-Ole Walburg mit.
Seit Anfang 2020 ist Müller festes Ensemblemitglied am Schauspiel Leipzig (Intendanz: Enrico Lübbe). Dort arbeitete er mit Regisseuren wie Markus Bothe, Victoria Halper und Kai Krösche, Frank Hoffmann, Pia Richter, und Enrico Lübbe.
Neben seiner Tätigkeit auf der Bühne steht Müller auch vor der Kamera.
Laut ARD-Hörspieldatenbank war er auch an zahlreichen Hörspielproduktionen als Sprecher beteiligt.
Müller wohnt in Leipzig.

## Filmografie
- 2014: Ein blinder Held – Die Liebe des Otto Weidt
- 2017: Los Veganeros 2
- 2017: Mata Hari – Tanz mit dem Tod
- 2019: Zwischen uns die Mauer

## Belege
1. ↑  CASTFORWARD | e-TALENTA. Abgerufen am 5. Juli 2022.
2. 1 2 3 4 5 6  Schauspiel Leipzig: Christoph Müller | Schauspiel Leipzig. Abgerufen am 5. Juli 2022.
3. ↑  In die Mitte des Himmels – Uraufführung aus China in der neuen Düsseldorfer Spielstätte central. Abgerufen am 5. Juli 2022.
4. ↑  Piaf. Keine Tränen – Daniela Löffner versucht, ein Stück von Juliane Kann uraufzuführen. Abgerufen am 5. Juli 2022.
5. ↑  Die Orestie – Lars-Ole Walburg performt Aischylos. Abgerufen am 5. Juli 2022.
6. ↑  Staatsschauspiel Hannover : Menschen  >  Ensemble. 5. April 2016, archiviert vom Original am 5. April 2016; abgerufen am 5. Juli 2022.  Info: Der Archivlink wurde automatisch eingesetzt und noch nicht geprüft. Bitte prüfe Original- und Archivlink gemäß Anleitung und entferne dann diesen Hinweis.
7. ↑  Die Edda – Im Schauspiel Hannover hängt Thorleifur Örn Arnarsson eine Weltenesche auf. Abgerufen am 5. Juli 2022.
8. ↑  Amerika – Einen Tag vor Donald Trumps Inauguration erzählt Claudia Bauer mit Kafkas Romanfragment in Hannover vom fremden Planeten jenseits des Atlantik. Abgerufen am 5. Juli 2022.
9. ↑  Zersplittert – Thomas Dannemann inszeniert das kapitalismuskritische Stück von Alexandra Badea am Schauspiel Hannover. Abgerufen am 5. Juli 2022.
10. ↑  Troilus und Cressida – Thomas Dannemann betreibt in Hannover proletarischen Kriegs-Turnsport mit Shakespeare. Abgerufen am 5. Juli 2022.
11. ↑  The Homemaker – Anna Bergmanns Uraufführung von Noah Haidles neuem surrealistischem Stück. Abgerufen am 5. Juli 2022.
12. ↑  Hier kommen wir nicht lebendig raus – Malte C. Lachmann inszeniert Martin Heckmanns in Hannover. Abgerufen am 5. Juli 2022.
13. ↑  Rotkäppchen und der Wolf – Schauspiel Hannover – Die Intendanz von Lars-Ole Walburg endet und Tom Kühnel bittet zum Fest mit Martin Mosebachs erotischem Versdrama. Abgerufen am 5. Juli 2022.
14. ↑  Lawrence von Arabien: Die sieben Säulen der Weisheit – Tom Kühnel und Jürgen Kuttner spüren dem Orientalismus im Fernsehen nach. Abgerufen am 5. Juli 2022.
15. ↑  Der schwarze Obelisk – Am Staatstheater Hannover schließt Lars-Ole Walburg seine Erich Maria Remarque-Trilogie ab. Abgerufen am 5. Juli 2022.
16. ↑  Das Wirtshaus im Spessart – Lars-Ole Walburg eröffnet die Spielzeit in Hannover mit Wilhelm Hauffs Kunstmärchen. Abgerufen am 5. Juli 2022.
17. ↑  Staatsfeind Kohlhaas – Zur Spielzeiteröffnung in Hannover entzieht sich Lars-Ole Walburg dem Kleist'schen Sog des Verderbens. Abgerufen am 5. Juli 2022.
18. ↑  Der Silbersee – Lars-Ole Walburg führt das Wintermärchen von Georg Kaiser mit der Musik von Kurt Weill auf. Abgerufen am 5. Juli 2022.
19. ↑  Medea – Schauspiel Leipzig – Markus Bothe lässt Hygienegebote auch in Euripides' Korinth einziehen. Abgerufen am 5. Juli 2022.
20. ↑  Letzter Aufguss – Schauspiel Leipzig – Kollektiv DARUM bespielt historisches Gebäude. Abgerufen am 5. Juli 2022.
21. ↑  Schauspiel Leipzig: „Kunst“, von Yasmina Reza Deutsch von Eugen Helmlé - 05.07.2022, 20:00 — 21:30 | Schauspiel Leipzig. Abgerufen am 5. Juli 2022.
22. ↑  Hotel Pink Lulu – Schauspiel Leipzig – Pia Richters knallige Uraufführung des ExildramatikerInnen-Gewinnerstücks von Emre Akal. Abgerufen am 5. Juli 2022.
23. ↑  Schauspiel Leipzig: Das kalte Herz, von Wilhelm Hauff - 08.07.2022, 19:30 — 21:00 | Schauspiel Leipzig. Abgerufen am 5. Juli 2022.
24. ↑  Schauspiel Leipzig: LUNA LUNA (UA), von Maren Kames - 30.09.2022, 19:30 | Schauspiel Leipzig. Abgerufen am 5. Juli 2022.
25. ↑  Christoph Müller. Abgerufen am 5. Juli 2022 (deutsch).

| Personendaten    | Personendaten                               |
| ---------------- | ------------------------------------------- |
| NAME             | Müller, Christoph                           |
| KURZBESCHREIBUNG | deutscher Schauspieler und Hörspielsprecher |
| GEBURTSDATUM     | 1969                                        |
| GEBURTSORT       | Dresden                                     |